# Strangozzi
Les strangozzi ou stringozzi sont une variété de pâtes de farine de blé essentiellement consommée dans la région de l'Ombrie et les zones limitrophes,. Ce sont des pâtes longues de section rectangulaire. Elles sont généralement servies accompagnées de truffe noire de production locale, de ragù ou encore de sauce à base de tomate,.
Les strangozzi bénéficient de l'appellation Produit agroalimentaire traditionnel.

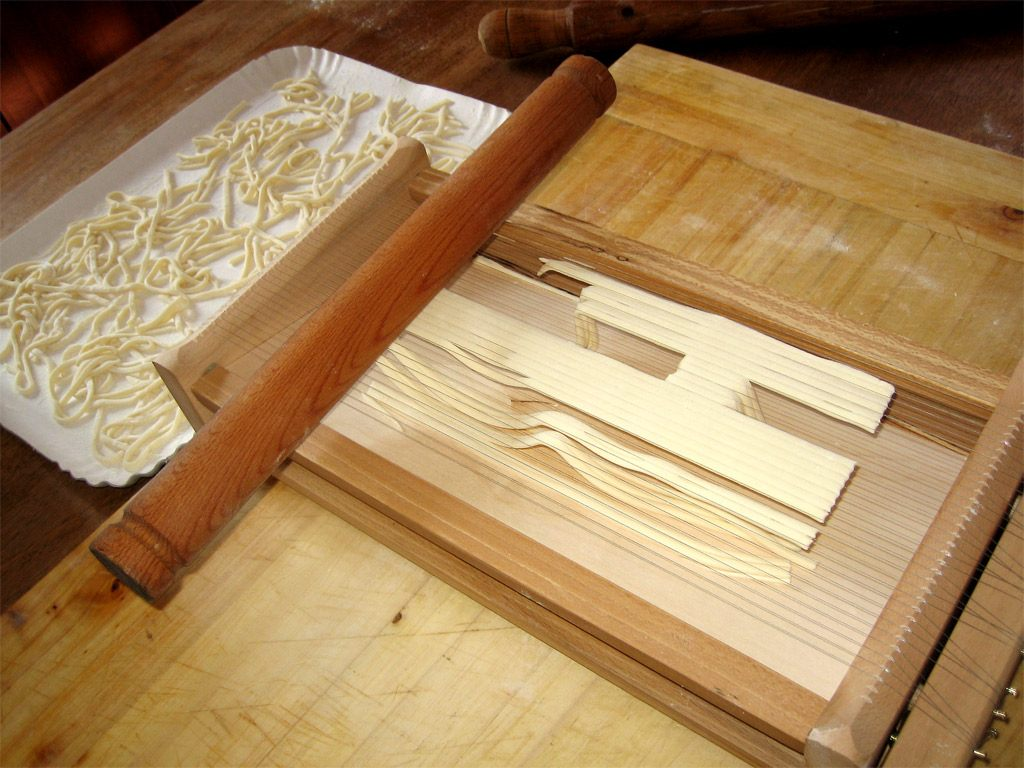
Fabrication des strangozzi à l'aide de la chitarra.

Le nom de cette variété de pâtes est issu de sa ressemblance avec les lacets de chaussure appelés stringhe en italien.
On les trouve aussi sous les noms de strengozzi, strengozze, strozzapreti ou strangozzo et ciriole dans la province de Terni.
Il s'agit d'un produit dit pauvre qui, selon la recette issue de la fiche agroalimentaire traditionnelle, doit être réalisé à la main en abaisse (sfoglia) d'épaisseur comprise entre deux et quatre millimètres à partir de farine de blé tendre, d'eau et d'une pincée de sel. La sfoglia, après une période de repos au frais, est coupée en bandelettes de quatre millimètres de largeur et trente centimètres de long.
Le produit peut aussi être produit industriellement à partir de farine de blé dur avec un procédé d'extrusion et de laminage et amassé dans sa typique forme de « 8 » ou plus artisanalement à l'aide de la chitarra.